# Hägring (film)
Hägring är en svensk dramafilm från 1984 i regi av Saeed Assadi. Filmen var Assadis långfilmsdebut och han spelar även huvudrollen som Mohammed Zamani.

## Handling
Det är i mitten av juli 1972 i Iran. Mohammed arresteras för illegal spridning av flygblad och hamnar i fängelse, där han torteras. Efter ett år friges han och flyr då till Sverige. Han hamnar på en flyktingförläggning i en mindre stad och läser där svenska för invandrare. Han blir vän med Ludwik från Polen och Esperanza, men den senare begår självmord.
Mohammed har svårt att få arbete, trots att han har examen med höga betyg från en konstskola. Till slut erbjuds han arbete på ett slakteri. Han håller kontakten med hemlandet via en brevväxling med systern. I ett brev berättar hon att modern har dött och i förtvivlan söker han upp en flyktig bekant, som senare blir hans älskarinna. Till slut gifter de sig och får en dotter tillsammans. Sedan tidigare har Monika en son som är tvångsomhändertagen av myndigheterna.
Företaget som Mohammed arbetar på omorganiserar och Mohammed blir avskedad från sitt arbete. Han försöker sälja sina tavlor för att försörja sig. Han trakasseras av polis och blir misshandlad av tonårsgäng. Han misstänker även att Monika har en otrohetsaffär och skiljer sig därför från henne. Han får träffa sin dotter på söndagarna.
Samtidigt utbryter ett uppror i Iran. Shahen störtas och Khomeini återvänder till landet efter att ha levt i exil i Paris. Muhammed beslutar sig för att återvända hem. En skylt klargör att han ett par år senare avrättats för att ha deltagit i protester mot Khomeini.

## Rollista
- Saeed Assadi – Mohammed Zamani
- Michael Mansson – Ludwik
- Annika Dopping – Gunilla, svensklärarinna
- Graciela Fuertes – Esperanza
- Eva Lilja Hessedal – Monika Olsson, senare mor till Mohammeds dotter
- Leyla Ardfrosh – Mohammeds och Monikas dotter
- Rogello Hernandez Medina – iransk polis
- Peter E. Bozant – iransk polis
- Bert Jansson – svensk polis
- Ejnar Söder	svensk polis
- Hamid Malekzadeh – första tolken
- Bengt Appelquist – kriminalpolis vid utlänningsroteln
- Rune Karlsson	– andra tolken
- Lars Hansson – den fulle killen på trappan till Sergels Torg
- Sollentuna Folkdanslag – folkdanslaget
- Kristina Eriksson – tjänsteman vid byrån för utlänningsärenden
- Tage Andersson – polis
- Jan Abrahamsson – mannen som visar runt på lägret
- Katrin Jeppson – första svensklärarinnan
- Daniel Contardi – José, invandrare
- Ingmar Lager – Folkets husföreståndaren
- Berit Sarvisé	– Berit Magnusson, arbetsförmedlare
- Anita Bergenfur – restaurangpersonal
- Sven von Essen – Rune Bergkvist, restaurangägaren
- Peter Arvidsson – Peter, restaurangpersonal
- Astrid Johansson – patienten på Beckomberga som springer för att hinna till bussen
- Mikael Hedlund – en man utanför Beckomberga sjukhus
- Sandra Mansson – den sjungande och dansande kvinnan på Beckomberga
- Jan Sandberg – den berusade mannen på tunnelbanestationen
- Kjell Rydén – styckare
- Matti Halmetoja – styckare
- Björn Ryd – styckare
- Lennart Gedin	– chef på slakteriet
- Lars Samuelsson – polis
- Sten Karlsson	– socialchefen
- Göran Odbratt	– en anställd på en konstateljé
- Nicholas Söderlund – konstateljéägare
- Aina Larsson – konstateljéägarinna
- Ossian Stenberg – konstateljéägare
- Anita Sundstrand – kvinnan som frågar Mohammed om hans tavlor är till salu
- Ricky Eghammar – en kille i tunneln
- Johan Gustafsson – en kille i tunneln
- Tommy Henriksson – en kille i tunneln
- Peter Johansson – en kille i tunneln
- Peter Begat – en kille i tunneln
- Roland Borgström – domaren
- Sussie Jungkvist
- Lars Sundstrand

## Om filmen
Filmen spelades in i Sverige 1983–1984 efter ett manus av Assadi, som även producerade. Filmen fotades av Lasse Björk och klipptes sedan samma av Assadi. Musiken komponerades av Allan Gutheim och Torben Glut. Filmen premiärvisades den 27 april 1984 på Folkets Bio i Stockholm. Den 24 februari 1986 visades den i Sveriges Television TV2.